# Loening Aeronautical Engineering Corporation

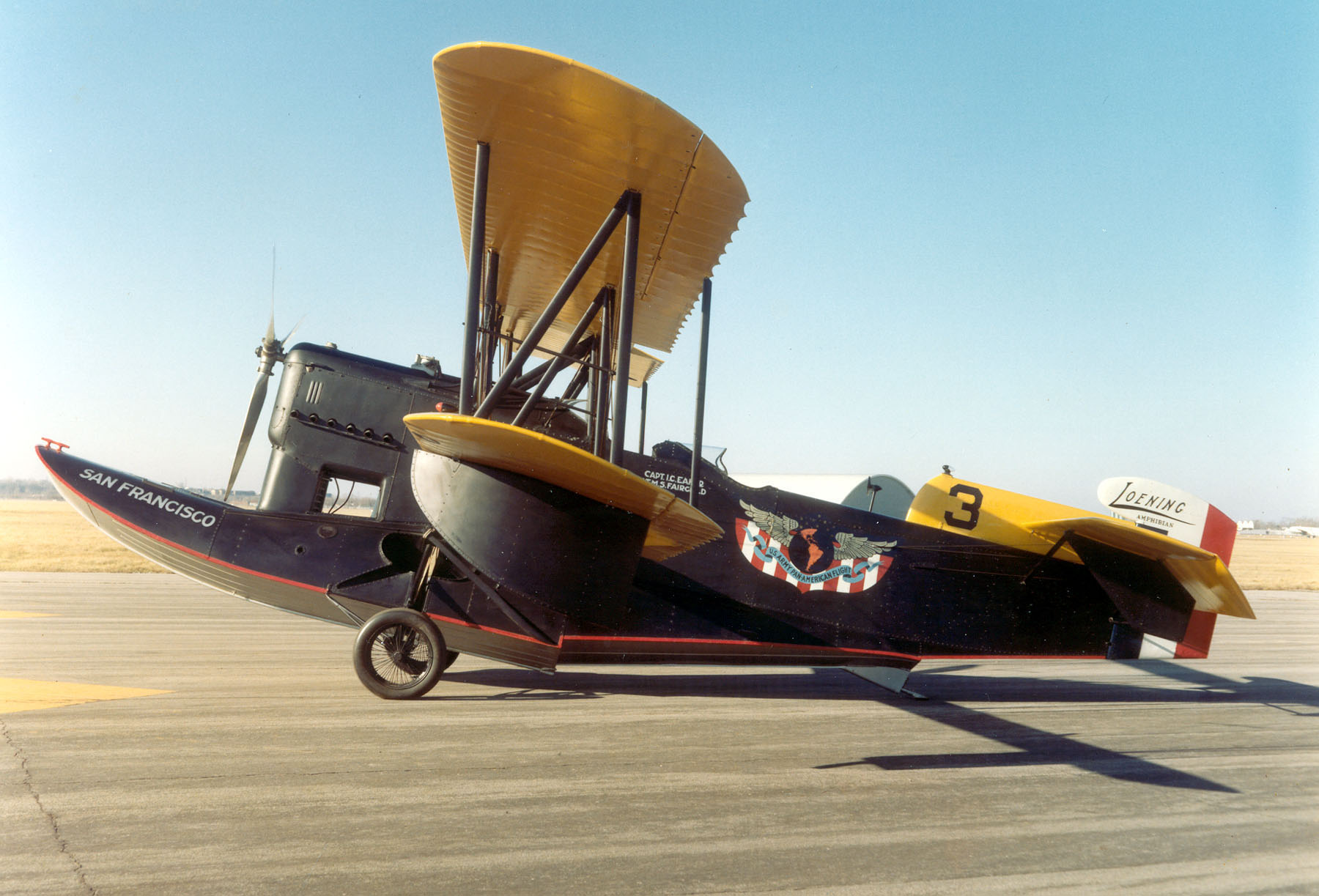
Loening OA-1A.

Loening Aeronautical Engineering Corporation fue fundada en 1918 por Grover C. Loening y produjo primeros aviones y avión anfibio desde 1917. Cuando se fusionó con Keystone Aircraft Corporation en 1928, algunos de sus ingenieros abandonaron la ermpresa para formar Grumman. Loening formó una nueva empresa, Grover Loening Aircraft Company, en 1929, que finalmente cerró en 1933.

## Historia
Loening Aeronautical Engineering Corporation fue fundada en 1918 por el pionero constructor estadounidense Grover C. Loening que había diseñado su primer hidroavión en 1911. El primer avión diseñado y desarrollado pòr la empresa fue un monoplano biplaza previsto como caza, denominado Loening M-8. La dirección de la compañía estaba en el 31 St. East River de Nueva York; más tarde, al fusionarse con Keystone Aircraft Corporation en 1928, algunos de sus ingenieros desertaron para formar la compañía Grumman. Loening formó una nueva empresa a la que bautizó como Grover Loening Aircraft Company en 1929; y que estaba domiciliada en Garden City New York que finalmente cerró en 1933, debido a sus fracasos.
Uno de los aviones más vendidos de la Loening Aircraft Engineering, fue el Grover Loening producido alrededor de los años 1911-1913.
El diseño militar de más éxito de la compañía fue el inusual anfibio Loening OL, puesto en vuelo en 1923
A la Compañía Loening, se le concede el honor de ser la primera constructora en inventar el primer Hidroavión monoplano operable del mundo.
Muchos de los prototipos de los hidroaviones de Loening, fueron similares en apariencia al denominado y famoso "Pato" de la compañía Grumman, que se componía de un voluminoso flotador bajo el fuselaje y equilibrado por dos flotadores menores instalados bajo los bordes marginales de los semiplanos inferiores. Diseñado por el ingeniero Leroy Grumman que había sido gerente general de la Loening, y seguidamente lo fue después de Grumman, ya que fue el cofundador junto a sus colegas: Leon "Jake" Swirbul, Bill Schwendler y Ed Poor. En tal sentido Loening, sufrió grandes perdidas al retirarse sus ingenieros estrellas y la catástrofe más grande, la sufrió tras la fusión con la empresa Keystone, la cual fue nueva empresa con estrategia inicial de negocios de la Grumman Company y que aventajaba con la reparación de aviones construidos por Loening y que habían sido vendidos a la US Navy. Grumman, pronto comenzó a comercializar aviones de sus propias mesas de diseño y basados en gran medida de los conceptos desarrollados en la deasaparecida Loening. Debemos reconocer que casi toda la fuerza de trabajo de los comienzos de la Grumman Co. fueron empleados de la Loening.